# Lionel Berry
Lionel Berry (från 1968 2:e viscount Kemsley), född 29 juni 1909, död 28 februari 1999, var en brittisk tidningsman. Han var kusin till Seymour Berry.
Berry var äldste son till tidningskungen Gomer Berry, 1:e viscount Kemsley, och var bland annat ställföreträdande ledare för en av faderns truster, Kemsley Newspapers Ltd. Som reservofficer tjänstgjorde Berry under andra världskriget, sårades svårt 1942 och överfördes därefter som kapten till etapptjänst. Han var konservativ ledamot av underhuset 1943–1945.